# The Final Album
The Final Album (El álbum final) es el decimotercer álbum de la carrera de Modern Talking y el último en ser publicado después de su segundo quiebre en 2003. Es una compilación de sus sencillos publicados entre 1984 y 2003 y no incluye ninguna nueva canción. En contraste a "Back For Good" que contiene versiones remezcladas, en este álbum sólo se incluyeron versiones originales de los sencillos, los que, además, se presentan en orden cronológico según su fecha de lanzamiento.
El título del disco afirma sin lugar a dudas el fin de Modern Talking. The Final Album lógicamente está conectado a The First Album (El Primer Álbum). La fecha de lanzamiento del álbum es de dos días después del último concierto del dúo en Berlín (Alemania).

## Lista de canciones
| #   | Título                                                            | Tiempo |
| --- | ----------------------------------------------------------------- | ------ |
| 1.  | "You're My Heart, You're My Soul" (Dieter Bohlen)                 | 3:15   |
| 2.  | "You Can Win If You Want (Original No 1 Mix '84)" (Dieter Bohlen) | 3:46   |
| 3.  | "Cheri Cheri Lady" (Dieter Bohlen)                                | 3:45   |
| 4.  | "Brother Louie" (Dieter Bohlen)                                   | 3:41   |
| 5.  | "Atlantis Is Calling (S.O.S. for Love)" (Dieter Bohlen)           | 3:48   |
| 6.  | "Geronimo's Cadillac" (Dieter Bohlen)                             | 3:16   |
| 7.  | "Give Me Peace On Earth" (Dieter Bohlen)                          | 4:12   |
| 8.  | "Jet Airliner" (Dieter Bohlen)                                    | 4:21   |
| 9.  | "In 100 Years" (Dieter Bohlen)                                    | 3:57   |
| 10. | "You're My Heart, You're My Soul '98" (Dieter Bohlen)             | 3:49   |
| 11. | "Brother Louie '98" (Dieter Bohlen)                               | 3:35   |
| 12. | "You Are Not Alone (Video Version)" (Dieter Bohlen)               | 3:23   |
| 13. | "Sexy, Sexy Lover (Vocal Version)" (Dieter Bohlen)                | 3:33   |
| 14. | "China In Her Eyes (Video Version)" (Dieter Bohlen)               | 3:09   |
| 15. | "Don't Take Away My Heart (New Vocal Version)" (Dieter Bohlen)    | 3:54   |
| 16. | "Win The Race (Radio Edit)" (Dieter Bohlen)                       | 3:35   |
| 17. | "Last Exit To Brooklyn" (Dieter Bohlen)                           | 3:16   |
| 18. | "Ready For The Victory (Radio Version)" (Dieter Bohlen)           | 3:31   |
| 19. | "Juliet" (Dieter Bohlen)                                          | 3:37   |
| 20. | "TV Makes The Superstar (Radio Edit)" (Dieter Bohlen)             | 3:44   |

## Charts
| Chart (2003)           | Máxima Posición |
| ---------------------- | --------------- |
| Alemania albums chart  | 3               |
| Austria albums chart   | 39              |
| Europa albums chart    | 14              |
| Hungría albums chart   | 18              |
| Malta albums chart     | 2               |
| Polonia albums chart   | 40              |
| Sudáfrica albums chart | 1               |
| Suiza albums chart     | 53              |

- Datos: Q82700